# Emplocia xanthion
Emplocia xanthion är en fjärilsart som beskrevs av Druce 1907. Emplocia xanthion ingår i släktet Emplocia och familjen mätare. Inga underarter finns listade i Catalogue of Life.